# Якубов, Харис Галиулович
Харис Галиулович Якубов (род. 1947) ― кандидат медицинских наук (1981), доктор биологических наук (2007), доцент (1987). Награждён медалями «300 лет Российскому флоту» и «В память 850-летия Москвы».

## Биография
Родился Харис Галиулович Якубов в 1947 году в Москве. В 1974 году окончил Первый Московский медицинский институт им. И. М. Сеченова. В 1974 году, после окончания института Якубов Х. Г. занимался вопросами морской медицины, в 1974—1989 годах участвовал многократно в длительных морских экспедициях, защитил кандидатскую диссертацию. В 2006 году Якубов Х. Г. защитил докторскую диссертацию по теме «Экологический мониторинг зелёных насаждений в крупном городе: на примере Москвы».
Преподавал на кафедре городского хозяйства в Московском городском университете управления с 2008 года. С 2011 до 2018 года Харис Галиулович преподаёт (по совместительству) в Московском государственном строительном университете.
Харис Галиулович Якубов читал курсы лекций в Российском университете дружбы народов, в университетах Минска, Петрозаводска, Астрахани. В 1997 году ― основатель и руководитель международной конференции «Проблемы озеленения крупных городов».
С 2013 года Харис Галиулович Якубов работает в Московском государственном университете им. М. В. Ломоносова.
С 2014 года ― профессор кафедры отраслевого и природно-ресурсного управления факультета государственного управления МГУ им. М. В. Ломоносова
Является автором более 200 научных публикаций, в том числе монография, соавторство в учебнике и учебном пособии.
Якубов Харис Галиулович на кафедре отраслевого и природно-ресурсного управления факультета государственного управления Московского государственного университета читает курсы: «Экспертиза недвижимости и экологический мониторинг», «Экологические проблемы урбанизированных территорий», «Управление городскими агломерациями», «Основы управления отраслями национальной экономики», «Теория устойчивого развития» и др.
Якубов Харис Галиулович ― высококвалифицированный специалист в области управления городским хозяйством, экологической экспертизы, экологических проблем городов и городских агломераций. Он привлекался в качестве эксперта к разработке экологических разделов крупных проектов: строительство в Перми и Москве объектов SHELL, British Petroleum, строительство Центральной кольцевой автомобильной дороги в Московской области и др.

## Заслуги
- Юбилейная медаль «300 лет Российскому флоту»,
- Медаль «В память 850-летия Москвы»

## Область научных интересов
- Охрана и гигиена окружающей среды,
- Экология человека,
- Экологическая экспертиза и оценка экологических рисков,
- Экологический мониторинг,
- Экологические аспекты урбанистики,
- Проблемы городского озеленения.